# Agoraea rulla
Agoraea rulla är en fjärilsart som beskrevs av William Schaus 1920. Agoraea rulla ingår i släktet Agoraea och familjen björnspinnare. Inga underarter finns listade i Catalogue of Life.